# Wenzel 4. af Luxemburg (Tysk-romerske rige)
Wenzel (tjekkisk: Václav), (født 26. februar 1361, død 16. august 1419), tilhørte Huset Luxembourg, var konge af Bøhmen fra 1378 (som Václav IV) og det tysk-romerske rige fra 1378 til 1400.
Wenzel var ældste søn af kejser Karl 4. af det tysk-romerske rige og dennes tredje gemalinde Anna af Schweidnitz-Jauer (i Niederschlesien). Ved faderens død i 1378 efterfulgte han ham konge af Böhmen og Tyskland. I 1383-1388 var han også hertug af Luxemburg. 
Misfornøjelse med Wenzels egenrådige styre fik flere gange den bøhmiske adel til at gøre oprør mod kongen. De fik støtte fra hans bror Sigismund af Ungarn, og det lykkedes både i 1394 og 1402 at tage ham til fange og tvinge ham til indrømmelser. I 1400 besluttede kurfyrsterne at afsætte ham som tysk konge til fordel for Ruprecht 3. af Pfalz. 
Hans strid med adelen og med den katolske kirke gav Jan Hus' tilhængere mulighed for at hævde sig. 